# ワン・ジヘ
ワン・ジヘ（왕지혜、1985年12月29日 - ）は、韓国・ソウル特別市出身のモデル兼女優。慶尚南道昌原市生まれ。168cm、体重48kg。血液型はO型。建国大学校映画芸術学科。家族構成は、兄がいる。所属事務所はStory J COMPANY。

## 人物・略歴
2001年に広告モデルとして活動を始め、2003年にドラマ『1%の奇跡』で女優デビューし、ヒロインの恋敵ハン・ジュヒ役を演じた。
2019年9月29日、一般男性との結婚を発表した。

## 出演作品

### テレビドラマ
- 1%の奇跡（2003年、MBC） - ハン・ジュヒ役
- 北京My Love（2004年、KBS） - ワン・サラン役
- 鶏龍山（2005年、KBS） - プヨン役
- 完璧な恋人に出会う方法（2007年、SBS） - コ・ヘミ役
- チング 〜愛と友情の絆〜（2009年、MBC） - チェ・ジンスク役
- 個人の趣向（2010年、MBC） - キム・イニ役
- プレジデント（2010年、KBS） - チャン・イニョン役
- ボスを守れ（2011年、KBS） - ソ・ナユン役
- 僕らのイケメン青果店（2011年-2012年、channelA） - モク・カオン／チン・ジンシム役
- がんばれ、ミスターキム！（2012年、KBS） - イ・ウギョン役
- 怪しい家政婦（2013年、SBS） - ユン・ソンファ役
- ホテルキング（2014年、SBS） - ソン・チェギョン役
- 美女の誕生（2014年、SBS） - キョ・チェヨン役
- これが人生！ケ・セラ・セラ（2016年、SBS） - ホン・ユリ役
- 愛はぽろぽろ（2016年-2017年、SBS） - ウン・パンウル役
- プレーヤー（2018年、OCN） - リュ・ヒョンジャ役
- オー!マイベイビー（2020年、tvN） - ソ・ジョンウォン役
- 騙されても夢のうち（2021年、KBS） - ハン・グル役

### 映画
- 九尾狐家族（2006年） - コンビニ女役
- ビューティフルサンデー（2007年） - スヨン役
- 食客2（2010年） - シン・ス役